# American Pie Presents: The Book of Love
American Pie Presents: The Book of Love é um filme americano de comédia lançado em 22 de janeiro de 2010, o sétimo filme da franquia American Pie, gravado em Vancouver, no Canadá. O filme conta com a direção de John Putch e roteiro de David H. Steinberg.

## Sinopse
A história começa na East Great Falls High, dez anos após o primeiro American Pie. Os novos protagonistas deste filme são três jovens, virgens e infelizes: Rob (Bug Hall), Nathan (Kevin M. Horton) e Lube (Brandon Hardesty). Uma noite, Rob acidentalmente põe fogo à biblioteca da escola e descobre o Livro do Amor, criação do Sr. Levenstein (Eugene Levy). Infelizmente, o livro está praticamente destruído. Os conselhos estão incompletos, e isso leva-os numa viagem para perderem a sua virgindade.

## Elenco
- Bug Hall — Robert "Rob" Shearson
- Beth Behrs — Heidi
- Kevin M. Horton — Nathan Jenkyll
- Brandon Hardesty — Marshall "Lube" Lubetsky
- Melanie Papalia — Dana
- Jennifer Holland — Ashley
- John Patrick Jordan — Scott Stifler
- Louisa Lytton — Imogen
- Eugene Levy — Noah Levenstein
- Curtis Armstrong — Pete O'Donnell
- Cindy Busby — Amy
- Naomi Hewer — Alyson
- Adrienne Carter — Katie
- Nico McEown — Cody
- Edwin Perez — Gibbs
- Kevin Federline — Guarda Fronteiriço
- Rosanna Arquette — Madeline Shearson
- Becky Barsby — ela própria
- Alice Fletcher — ela própria
- Bret Michaels — ele próprio
- Dustin Diamond — ele próprio
- Robert Romanus — ele próprio
- Shedrick Means — ele próprio
- Danielle Ciuro — ela própria
- Arun Verma — ele próprio
- Vince Offer — ele próprioo